# Pâmela Domingues
Pâmela Domingues (São Paulo, 25 de maio de 1987) é uma apresentadora brasileira. Em 2006, foi contratada pela TV Gazeta, no qual começou no BestShop TV e ganhou notoriedade ao apresentar o programa Hoje Tem, entre 2011 e 2016. Atualmente, é apresentadora do programa Mulheres.

## Carreira
Em 2005, começou a cursar Rádio e TV na Fundação Armando Álvares Penteado (FAAP), formando-se em 2008, e realizou pós-graduação na Faculdade Cásper Líbero logo depois.
Em 2006, assina com a TV Gazeta e tem sua estreia na televisão ao apresentar o programa de vendas BestShop TV ao lado de Viviane Romanelli e Cláudia Pacheco, no qual ficou por quatro anos.
Em 2010, após o fim da atração, se torna repórter do Mulheres, comandando o quadro "Vambora" com reportagens culturais na capital paulista. Devido a boa recepção do quadro, a emissora propôs um desmembramento para um programa próprio apresentado apenas por Pâmela durante a noite, aumentando as reportagens.
Em 1 de dezembro de 2011, a apresentadora estreia no comando do Hoje Tem nas noites de quinta-feira, mostrando reportagens focadas na cidade de São Paulo sobre peças teatrais, opções de bares, restaurantes e baladas para diversos públicos, alternativas de lazer, além de pautas sobre qualidade de vida e prestação de serviço.
Em 2015, passa a apresentar também o Mundo à Mesa, um programa de viagens que roda diversos países mostrando as melhores opções de gastronomia.
Em 2017, após o fim dos dois programas que apresentava, Pâmela volta a ser repórter do Mulheres, comandando o quadro "Curta + SP" com dicas culturais para o final de semana na capital paulista.
Em 2023 assumiu a apresentação do Mulheres (programa de televisão) junto com Regiane Tápias após a saída de Regina Volpato da TV Gazeta.

## Vida pessoal
Pâmela é filha da superintendente de programação da TV Gazeta, Marinês Rodrigues.
Pâmela tem duas cachorras, uma yorkshire chamada Cindy e uma schnauzer de nome Bebel e está grávida.

## Filmografia

### Televisão
| Ano           | Título       | Cargo         |
| ------------- | ------------ | ------------- |
| 2006–10       | BestShop TV  | Apresentadora |
| 2011–16       | Hoje Tem     | Apresentadora |
| 2015–16       | Mundo à Mesa | Apresentadora |
| 2017–23       | Mulheres     | Repórter      |
| 2023–presente | Mulheres     | Apresentadora |
| 2018–19       | Sempre Bela  | Apresentadora |